# Josh Gad
Joshua Ilan Gad (Hollywood, Florida, 23 de febrero de 1981), más conocido como Josh Gad, es un actor estadounidense famoso por dar voz a Olaf en Frozen y por interpretar a Elder Arnold Cunningham en el musical de Broadway The Book of Mormon, además de por su papel como Ryan Church en la serie Back to You. También apareció en series como ER, The Daily Show, Modern Family, New Girl, Bored to Death y Numb3rs. En el cine, ha estado en The Rocker, Crossing Over, She Wants Me, 21, Love and Other Drugs, Jobs, Pixels, Angry Birds, La bella y la bestia y como Skip Gilchrist en la sitcom 1600 Penn.

## Vida personal
En 2008 se casó con la actriz Ida Darvish, con quien tiene dos hijas: Ava e Isabelle. También es el padrino de Theo, hijo de Bryce Dallas Howard y Seth Gabel. Gad ha dicho que le encantan los aspectos tradicionales del judaísmo, y se considera espiritual pero no religioso.

## Filmografía

### Cine
| Año  | Título                       | Papel                                  | Notas                              |
| ---- | ---------------------------- | -------------------------------------- | ---------------------------------- |
| 2002 | Mary and Joe                 | Angel                                  |                                    |
| 2007 | Watching the Detectives      | Mark                                   |                                    |
| 2008 | 21                           | Miles Connolly                         |                                    |
| 2008 | The Rocker                   | Matt Gadman                            |                                    |
| 2009 | Crossing Over                | Howie                                  |                                    |
| 2009 | The Lost Nomads: Get Lost!   | Gigi Miss Piggy Jose Sanchez El payaso |                                    |
| 2010 | Marmaduke                    | Perro con bandana                      | Voz                                |
| 2010 | Love and Other Drugs         | Josh Randall                           |                                    |
| 2011 | Mardi Gras: Spring Break     | Bartholomew T. "Bump" Brown            |                                    |
| 2012 | She Wants Me                 | Sam Baum                               |                                    |
| 2012 | Ice Age: Continental Drift   | Louis                                  | Voz                                |
| 2012 | Thanks for Sharing           | Neil                                   |                                    |
| 2013 | Jobs                         | Steve Wozniak                          |                                    |
| 2013 | The Internship               | Headphones                             |                                    |
| 2013 | Frozen                       | Olaf                                   | Voz                                |
| 2014 | Wish I Was Here              | Noah Bloom                             |                                    |
| 2015 | El gurú de las bodas         | Doug Harris                            |                                    |
| 2015 | Frozen Fever                 | Olaf                                   | Voz                                |
| 2015 | Pixels                       | Ludlow Lamonsoff                       |                                    |
| 2016 | Angry Birds: La Película     | Chuck                                  | Voz                                |
| 2017 | A Dog's Purpose              | Bailey                                 | Voz                                |
| 2017 | La bella y la bestia         | Le Fou                                 |                                    |
| 2017 | Murder on the Orient Express | Héctor MacQueen                        |                                    |
| 2017 | Olaf's Frozen Adventure      | Olaf                                   | Voz; papel principal; cortometraje |
| 2017 | Marshall                     | Sam Friedman                           |                                    |
| 2019 | A Dog's Journey              | Bailey                                 |                                    |
| 2019 | Angry Birds 2: la película   | Chuck                                  | Voz                                |
| 2019 | Frozen II                    | Olaf                                   | Voz                                |
| 2020 | Artemis Fowl                 | Mulch Diggums                          |                                    |
| 2020 | Once Upon a Snowman          | Olaf                                   | Voz; papel principal; cortometraje |
| 2023 | Strays                       | Gus                                    | Voz                                |

### Televisión
| Año           | Título                          | Papel                                   | Notas                                                            |
| ------------- | ------------------------------- | --------------------------------------- | ---------------------------------------------------------------- |
| 2005          | ER                              | Sgt. Bruce Larabee                      | Episodio: "Here and There"                                       |
| 2007–08       | Back to You                     | Ryan Church                             | 17 episodios                                                     |
| 2008          | American Dad!                   | Art (voz)                               | Episodio: "Pulling Double Booty"                                 |
| 2008–09       | Numb3rs                         | Roy McGill                              | 2 episodios                                                      |
| 2009          | Waiting to Die                  | Simon                                   | Película                                                         |
| 2009          | No Heroics                      | Horseforce                              | Película                                                         |
| 2009          | Party Down                      | Jeffrey Ells                            | Episodio: "California College Conservative Union Caucus"         |
| 2009          | Woke Up Dead                    | Matt                                    | 21 episodios                                                     |
| 2009-11       | The Daily Show with Jon Stewart |                                         |                                                                  |
| 2011          | The Cleveland Show              | Droopy / Pimp (voz)                     | Episodio: "Our Gang"                                             |
| 2011          | Californication                 | Doctor                                  | 2 episodios                                                      |
| 2011          | Gigi: Almost American           | Gigi                                    | 10 episodios                                                     |
| 2011          | Modern Family                   | Kenneth                                 | Episodio: "Punkin Chunkin"                                       |
| 2011          | Good Vibes                      | Mondo (voz)                             | 12 episodios                                                     |
| 2012–13       | 1600 Penn                       | Skip Gilchrist                          | 13 episodios                                                     |
| 2012; 2014    | New Girl                        | Bear Claw                               | 3 episodios                                                      |
| 2015          | The Comedians                   | Josh                                    |                                                                  |
| 2015          | Sesame Street                   | Vincent Van Stop                        | Episodio: "Bert's Sign Painting Challenge                        |
| 2015          | Phineas y Ferb                  | Wendell (voz)                           | 2 episodios                                                      |
| 2015          | TripTank                        | Louis (voz)                             | 1 episodio                                                       |
| 2015          | Jeopardy!                       | Él mismo                                | Celebridad concursante                                           |
| 2016          | Lip Sync Battle                 | Él mismo / Donald Trump                 | Episodio: "Josh Gad vs. Kaley Cuoco"                             |
| 2016          | Sofia the First                 | Olaf (voz)                              | Episodio: "The Secret Library: Olaf and the Tale of Miss Nettle" |
| 2016          | LEGO Frozen Northern Lights     | Olaf (voz)                              | Especial de TV                                                   |
| 2016          | Talking Dead                    | Él mismo                                | Invitado                                                         |
| 2017          | Star Wars Rebels                | Controller (voz)                        | Episode: "Double Agent Droid"                                    |
| 2017          | South Park                      | Marcus Preston / Ms. McGullicutty (voz) | Episodio: "Hummels & Heroin" También productor                   |
| 2018          | Bob's Burgers                   | Damon (voz)                             | Episodio: "Just One of the Boyz 4 Now for Now"                   |
| 2019          | The Ellen DeGeneres Show        | Él mismo                                | Presentador invitado                                             |
| 2020–presente | Avenue 5                        | Herman Judd                             | Elenco principal                                                 |
| 2020          | At Home with Olaf               | Olaf (voz)                              | Rol principal                                                    |
| 2020–22       | Central Park                    | Birdie (voz)                            | Elenco principal; también cocreador y productor ejecutivo.       |
| 2020          | Home Movie: The Princess Bride  | Grandson                                | Episodio: "Chapter One: As You Wish"                             |